# It's Me (chanson)
Singles de Alice Cooper
Lost in America
(1994) Brutal Planet
(2000)
It's Me est une chanson d'Alice Cooper issue de l'album The Last Temptation. La chanson est publiée en single le 11 juillet 1994 via Epic Records. Le titre s'est classé à la 34e position dans les charts britanniques. Le single comporte trois à quatre pistes selon les éditions, dont deux titres interprétés en live, Poison et Sick Things, provenant du live enregistré le 13 septembre 1991 aux Studios Electric Lady à New York,. Une version vinyle a également été pressée en édition limitée à 5000 copies.
Un vidéoclip est réalisé pour le single, il est tourné par Wayne Isham à Hollywood. Le clip montre une jeune femme plongée dans un rêve préoccupant où Alice Cooper tente de la réveiller. La vidéo est basée sur l'illustration de la couverture de l'album The Last Temptation et du comics qui l'accompagne.

## Liste des titres
| No | Titre              | Auteur                                    | Producteur(s)              | Durée |
| -- | ------------------ | ----------------------------------------- | -------------------------- | ----- |
| 1. | It's Me            | Alice Cooper, Jack Blades, Tommy Shaw     | Duane Baron, John Purdell  | 4:38  |
| 2. | Bad Place Alone    | Alice Cooper, Dan Wexler, Bud Saylor      | Don Fleming                | 5:04  |
| 3. | Poison (live)      | Alice Cooper, Desmond Child, John McCurry | Bob Pfeifer, Thom Panunzio | 4:59  |
| 4. | Sick Things (live) | Alice Cooper, Michael Bruce, Bob Ezrin    | Bob Pfeifer, Thom Panunzio | 3:11  |